# لينا الحديد
لينا الحديد (مواليد 30 يناير 1971) هي دبلوماسية أردنية، وسفيرة رفيعة المستوى ومفوضة لدى النمسا وجمهورية التشيك وسلوفاكيا والمجر وسلوفينيا. كما أنها تشغل منصب الممثل الدائم للأردن لدى منظمة الأمن والتعاون في أوروبا والأمم المتحدة في فيينا. في 2018-2019، كانت رئيسة منتخبة لمجلس محافظي الوكالة الدولية للطاقة الذرية.

## المسار المهني
درست لينا القانون في الجامعة الأردنية وبدأت مسيرتها الدبلوماسية عام 1995 عندما التحقت بالسلك الدبلوماسي الأردني كمسؤولة سياسية في المكتب الخاص لوزير الخارجية الأردني. تم نقلها لاحقًا كملحق دبلوماسي لدى الأمم المتحدة ومندوبة دائمة مناوبة لدى الأمم المتحدة في فيينا من 1996 إلى 2000. عملت لينا الحديد لاحقًا كمسؤولة سياسية في بعثة الأردن لدى الاتحاد الأوروبي في بروكسل من 2002 إلى 2004.
من عام 2004 إلى 2006، شغلت منصب المسؤول الدبلوماسي لحقوق الإنسان في البعثة الأردنية لدى الأمم المتحدة في جنيف. في عام 2009، شغلت منصب نائب القنصل العام في دبي حتى عام 2014. من 2014 إلى 2018، عملت مديرة إدارة العلاقات الدولية والمنظمات بوزارة الخارجية الأردنية، وكذلك نائبة مدير إدارة حقوق الإنسان والأمن الإنساني التي تتعامل مع مع أزمة اللاجئين السوريين.
في يوليو 2018، أصبحت لينا الحديد سفير الأردن في سلوفاكيا. وتم تعيينها ممثلة دائمة للأردن لدى الأمم المتحدة في فيينا بتاريخ 11 سبتمبر 2018. وفي نفس الشهر تم تعيينها سفيرة للأردن في النمسا.
في 24 سبتمبر 2018، تم انتخابها بالتزكية لمدة عام كرئيسة لمجلس محافظي الوكالة الدولية للطاقة الذرية. من أبرز الأحداث أثناء فترة ولايتها كرئيسة للوكالة الدولية للطاقة الذرية وفاة الرئيس التنفيذي يوكيا أمانو،  وتحديد ميزانية الوكالة لعام 2020، وإجراء محادثات حساسة بشأن برنامج إيران النووي. في 23 سبتمبر 2019، خلفتها السفيرة السويدية لدى الوكالة، ميكايلا كوملين جرانيت، كرئيسة للوكالة الدولية للطاقة الذرية.
تعمل لينا الحديد كسفيرة وممثلة دائمة للمملكة الأردنية الهاشمية لدى منظمة الأمن والتعاون في أوروبا (OSCE)،  وهي الممثلة الدائمة للأردن لدى الأمم المتحدة في فيينا. وتتقن لينا اللغتين العربية والإنجليزية.